# محركات الحرارة الكمومية
محركات الحرارة الكمومية (Quantum Heat Engines) هي أجهزة تحول الطاقة الحرارية إلى شغل اعتمادًا على مبادئ ميكانيكا الكم. تُعد هذه المحركات امتدادًا وتطويرًا لفكرة محركات الحرارة التقليدية، ولكنها تعمل على المستويات الذرية ودون الذرية، حيث تلعب الظواهر الكمومية مثل التراكب الكمي، والتشابك الكمومي، والاضمحلال
Decoherence دورًا جوهريًا في آلية عملها.
يرتبط هذا المجال ارتباطًا وثيقًا بدراسة الديناميكا الحرارية الكمومية (Quantum Thermodynamics)، التي تمزج بين مفاهيم الديناميكا الحرارية الكلاسيكية وقوانين ميكانيكا الكم، بهدف فهم وتحليل عمليات الطاقة والعمل في الأنظمة الكمومية بدقة متناهية.
تعتمد محركات الحرارة الكمومية على تحويل الحرارة بين خزانات حرارية (مخازن حرارية) ذات درجات حرارة متفاوتة إلى شغل مفيد باستخدام عمليات كمية خاصة. وتشمل هذه الفئة أيضًا الثلاجات الكمومية (Quantum Refrigerators)، التي تعمل بالعكس، حيث تقوم بنقل الحرارة من خزانات ذات درجة حرارة منخفضة إلى خزانات ذات درجة حرارة أعلى، مع استهلاك طاقة لإتمام هذه العملية.
يمثل فهم هذه المحركات والثلاجات تحديًا نظريًا وتجريبيًا، خصوصًا لأن القياس أو المراقبة المستمرة لأنظمة الكم تؤثر بشكل مباشر على أدائها نتيجة ظاهرة “تأثير المراقبة الكمومية” (Quantum Measurement Back‑action). وهذا ما يجعل تصميم وتشغيل محركات حرارية كمومية فعالة مجالًا حيويًا للبحث في الفيزياء الحديثة والتكنولوجيا الكمومية.

## النشأة والتاريخ
يعود أول نموذج نظري لمحرك حرارة كمومي إلى عام 1959، عندما قدم العالمان إتش. إي. دي. سكوفيل (H. E. D. Scovil) وإي. أو. شولز-دوبوا (E. O. Schulz-DuBois) نموذجًا مبسطًا لمحرك يستند إلى مضخة المايزر ثلاثية المستويات (3-level maser)، موضحين أن كفاءة هذا المحرك الكمومي تقارب حد كفاءة محرك كارنو، وهو المحرك الحراري المثالي في الديناميكا الحرارية الكلاسيكية. يُعرف هذا النموذج باسم محرك سكوفيل-شولز-دوبوا الكمومي، ويُعتبر نقطة الانطلاق الأساسية لفهم محركات الحرارة الكمومية، كما أنه مهد لاحقًا لنشوء مجال الديناميكا الحرارية الكمومية بوصفه فرعًا قائمًا بذاته من الفيزياء النظرية.
فيما بعد، قام الباحثون غاوسيك (Geusic)، دي جيرا (De Grasse)، وسكوفيل، بالإضافة إلى شولز-دوبوا، بتطوير فكرة الثلاجات الكمومية، التي تشترك في البنية مع محركات الحرارة الكمومية لكنها تعمل على ضخ الحرارة من خزان بارد إلى خزان ساخن مع استهلاك طاقة.
وقد تم اقتراح مفهوم الضخ البصري (optical pumping) أو التبريد بالليزر (laser cooling) كآلية لتفعيل هذه الثلاجات الكمومية باستخدام الليزر، وذلك في أعمال وينلاند (Wineland) وهانش (Hänsch) في سبعينيات القرن العشرين. ولأهمية هذه المساهمة، نال كلاهما لاحقًا جائزة نوبل في الفيزياء.

## الخصائص الفيزيائية والميكانيكية
تعمل محركات الحرارة الكمومية وفق قوانين ميكانيكا الكم، مما يجعل سلوكها مختلفًا عن المحركات الكلاسيكية، لا سيما على المستوى الذري أو الجسيمات المفردة، حيث تصبح تأثيرات التراكب الكمي والتشابك حاسمة في تحديد الفاعلية والكفاءة.
أظهرت بعض الدراسات الحديثة أن التماسك الكمومي يمكن أن يُستخدم لتعزيز كفاءة محركات الحرارة الكمومية مقارنة بالحدود الكلاسيكية، خاصة في أنظمة متعددة الجسيمات والبوزونات.
يمكن لهذه المحركات والثلاجات أن تعمل حتى على مقياس جسيم واحد، مما يتطلب وجود نظرية متخصصة تجمع بين ميكانيكا الكم والديناميكا الحرارية، تُعرف باسم الديناميكا الحرارية الكمومية، والتي تحلل مسارات انتقال الطاقة والشغل ضمن أنظمة مفتوحة تخضع لتأثيرات بيئية، بما في ذلك الاضمحلال (ديكوهرنس) والاضطراب.
من الخصائص الفريدة لهذه المحركات أنها تتوقف فور محاولة قياس حالتها الكمومية، نتيجة ظاهرة «رد الفعل الكمومي» (Quantum Measurement Back‑action)، ما يعكس تحديًا عمليًا في استمرارية التشغيل ودقّة القياس.
رغم طبيعتها الكمومية، فإن هذه الأجهزة تخضع لقوانين الديناميكا الحرارية الكلاسيكية، ومن بينها حد كفاءة كارنو كأقصى حد نظري للأداء.
تظهر أيضًا ظاهرة اللاانعكاسية (irreversibility)، الناتجة عن فقدان الطاقة الحرارية نتيجة الاحتكاك الداخلي أو انتقالات غير مثالية، وهي قضية جوهرية في تحليل محركات التشغيل الزمني المحدود والنماذج متعددة المستويات.

## المضخّم ثلاثي المستويات كمحرّك حراري كمومي
يُعدّ المضخّم ثلاثي المستويات نموذجًا بسيطًا يُستخدم لفهم العلاقة بين الديناميكا الحرارية والأنظمة الكمومية. يُظهر هذا النموذج كيف يمكن لنظام كمومي أن يعمل كمحرّك حراري، وفقًا لقوانين الديناميكا الحرارية، من خلال المحافظة على انقلاب التوزيع بين مستويات الطاقة، حيث يكون عدد الجسيمات في مستوى طاقة أعلى أكبر من عددها في مستوى أدنى، وذلك بدعم من حوضين حراريين بدرجتي حرارة مختلفتين.
يرتبط المستوى الأرضي {\displaystyle E_{1}} والمستوى الأعلى {\displaystyle E_{3}} بحوض حراري ساخن عند درجة حرارة {\displaystyle T_{\mathrm {h} }}، حيث:
{\displaystyle \hbar \omega _{\text{h}}=E_{3}-E_{1}}
وتكون نسبة الجسيمات في كل مستوى وفق توزيع بولتزمان:
{\displaystyle {\frac {N_{\text{h}}}{N_{\text{g}}}}=e^{-{\frac {\hbar \omega _{\text{h}}}{k_{\text{B}}T_{\text{h}}}}}}
كما يرتبط المستوى الأرضي {\displaystyle E_{1}} بالمستوى الأوسط {\displaystyle E_{2}} من خلال حوض حراري بارد عند درجة حرارة {\displaystyle T_{\mathrm {c} }}، بفارق طاقة:
{\displaystyle E_{2}-E_{1}=\hbar \omega _{\text{c}}}
ويكون توزيع الجسيمات بين المستويين 1 و2:
{\displaystyle {\frac {N_{\text{c}}}{N_{\text{g}}}}=e^{-{\frac {\hbar \omega _{\text{c}}}{k_{\text{B}}T_{\text{c}}}}}}
يُطبّق حقل خارجي بتردّد:
{\displaystyle \nu =\omega _{\text{h}}-\omega _{\text{c}}}
لتحفيز الانتقال بين المستويين {\displaystyle E_{3}} و{\displaystyle E_{2}}، مما يؤدي إلى إنتاج شغل أو تضخيم إشارة، بشرط أن يكون هناك انقلاب سكاني:
{\displaystyle G=N_{\text{h}}-N_{\text{c}}\geq 0}
الكفاءة :
تعطى الكفاءة الحرارية لتحويل الطاقة بالعلاقة:
{\displaystyle \eta ={\frac {\hbar \nu }{\hbar \omega _{\text{h}}}}=1-{\frac {\omega _{\text{c}}}{\omega _{\text{h}}}}}
ولحدوث تضخيم فعلي، يجب أن يتحقق الشرط:
{\displaystyle {\frac {\hbar \omega _{\mathrm {c} }}{k_{\mathrm {B} }T_{\mathrm {c} }}}\geq {\frac {\hbar \omega _{\mathrm {h} }}{k_{\mathrm {B} }T_{\mathrm {h} }}}}
وبالتالي:
{\displaystyle \eta =1-{\frac {\omega _{\text{c}}}{\omega _{\text{h}}}}\leq 1-{\frac {T_{\text{c}}}{T_{\text{h}}}}=\eta _{\text{c}}}
حيث {\displaystyle \eta _{\mathrm {c} }} هي كفاءة دورة كارنو. وتبلغ الكفاءة القصوى عندما لا يكون هناك كسب صافي:
{\displaystyle G=0}
قُدِّم هذا النموذج لأول مرة بواسطة سكوفيل وشولتز-دوبوا عام 1959 لتوضيح العلاقة بين الانبعاث المحفَّز والديناميكا الحرارية.
التشغيل العكسي: (الثلاجة الكمومية)
عند تشغيل النظام في الاتجاه المعاكس، أي عند استخدام مصدر طاقة خارجي لنقل الحرارة من الحوض البارد إلى الحوض الساخن، يعمل الجهاز كثلاجة كمومية. ويُعرَّف معامل الأداء (COP) في هذه الحالة بالعلاقة:
{\displaystyle \varepsilon ={\frac {\omega _{\mathrm {c} }}{\nu }}\leq {\frac {T_{\mathrm {c} }}{T_{\mathrm {h} }-T_{\mathrm {c} }}}}

## العلاقة بين محركات الحرارة الكمومية والثلاجات الكمومية
رغم التمييز المفاهيمي التقليدي بين محركات الحرارة الكمومية، التي تحول الطاقة الحرارية إلى شغل، والثلاجات الكمومية، التي تنقل الحرارة عكسياً من درجات حرارة منخفضة إلى مرتفعة، إلا أن الدراسات النظرية والتجريبية الحديثة توضح أن كلا الجهازين ينبثقان من نفس البنية الفيزيائية الأساسية. يعملان وفقاً لنفس القوانين الكمومية للديناميكا الحرارية، ويختلفان فقط في اتجاه تدفق الطاقة.
ففي بعض النماذج، يُنظر إلى النظام الكمومي الواحد على أنه قادر على أداء وظيفة المحرك أو الثلاجة تبعاً لظروف التشغيل، مما يعكس تناظرًا ديناميكيًا حراريًا عميقًا بين العمليتين ضمن إطار الديناميكا الحرارية الكمومية.
كما أظهرت تجارب متقدمة في دوائر التبريد الفائق إمكانية تحويل المعلومات إلى شغل، والتحكم في تدفق الحرارة باستخدام نظام كمومي واحد، ما يدعم الرؤية الموحدة لهذه الأجهزة ويُبرز العلاقة المتبادلة بين المعلومات والطاقة في الأنظمة الكمومية.

## أنواع المحركات الكمومية
تطوّرت محركات الحرارة الكمومية إلى طيف واسع من النماذج والأنماط، تعكس ثراء المفاهيم الفيزيائية المتداخلة بين ميكانيكا الكم والديناميكا الحرارية، وتمثل كل فئة منها مقاربة نظرية أو تطبيقية لمسألة تحويل الطاقة في العوالم متناهية الصغر:
- محركات المايزر ثلاثية المستويات (Three-level maser engines): يشكل هذا النموذج النواة التاريخية لمحركات الحرارة الكمومية، حيث أظهر العمل الرائد لكل من سكوفيل وشولز-دوبوا عام 1959 أن نظامًا بسيطًا يتكون من ثلاث مستويات طاقية يمكنه أداء عمل شبيه بمحرك حراري، بكفاءة تقترب من حد كارنو. وقد مهّد هذا الاكتشاف الطريق لتصور المحركات الكمومية بوصفها أجهزة واقعية قابلة للمقارنة مع المحركات التقليدية.[18]

- محركات ميكانيكية-بصرية (Optomechanical heat engines): تستند هذه المحركات إلى التفاعل بين الضوء والمكونات الميكانيكية الكمية الدقيقة، حيث تُستخدم المرايا أو الأغشية القابلة للاهتزاز ضمن تجاويف بصرية لاحتجاز الفوتونات وتوجيهها بطريقة تسمح بتحقيق دورات حرارية كمومية. ويمثل هذا النوع من المحركات جسرًا بين الضوئيات الكمية ونظرية التشغيل الحراري، وقد أُبرزت أهميته في العقد الأخير ضمن أبحاث المحاكاة الكمومية والأنظمة غير المتوازنة.[19]

- محركات الكم التوصيلية (Quantum transport engines): تعتمد على نقل الجسيمات المشحونة -كالإلكترونات- أو الفوتونات عبر واجهات حرارية مختلفة، وتُعد مناسبة لدراسة انتقال الطاقة في المواد النانوية والهياكل شبه البُعدية. يُستخدم في تحليلها إطار النقل غير المتوازن وقوانين فلوقر الكمومية.[20]

- الثلاجات الكمومية (Quantum refrigerators): تعمل هذه الأجهزة على عكس وظيفة المحركات، حيث تنقل الحرارة من مستودعات ذات درجات حرارة منخفضة إلى مستودعات أكثر حرارة، باستخدام مصدر طاقة خارجي. وقد ظهرت فكرتها بالتوازي مع محركات الميزر منذ ستينيات القرن الماضي، لتصبح حجر زاوية في أبحاث التبريد الكمومي والتطبيقات الحساسة مثل استقرار الكيوبتات.[21]

- محركات ليزريّة/بصرية (Laser-driven engines): تعتمد هذه الفئة على إثارة الحالات الكمومية عبر الضخ البصري أو التبريد بالليزر، حيث يُستخدم الضوء المضبوط بدقة للتحكم في حالات الجسيمات وتنفيذ دورات حرارية دقيقة. وقد مهدت أبحاث وينلاند وهانش في السبعينيات لهذا الاتجاه، الذي اكتسب أهمية كبيرة في تطوير الأدوات الكمية عالية الدقة.[22][23]

## التطورات التجريبية والتقنيات الحديثة
في العقود الأخيرة، شهد الحقل تطوّراً ملحوظاً في الجانب التجريبي والآلي، تمثل في:
محرك أيون مفرد مقيد في مصيدة باول (أول آلة هيبَر-نانوي عالمي): استخدم نظامًا قائمًا على أيون واحد تمّ تبريده بالليزر وتقليمه بين خزانات حرارية باستخدام المجال الكهربائي. أُعلن عنه عام 2014 وأظهر أن مثل هذه المحركات القابلة للتنفيذ عمليًا على مستوى الجسيمات الفردية.
العرض التجريبي لتأثيرات كمومية في محركات ميكروسكوبية باستخدام مراكز نيتروجين-فقدان في الألماس: أظهرت الأبحاث في 2019 أن التماسك الكمومي الداخلي يمكن أن يعزز القوة المستخرَجة من المحرك مقارنة بمحركات كلاسيكية مماثلة، كما يؤكد مبدأ التماثل بين أنواع المحركات الكمومية.
تم استخدام تقنية الحبس البصري (optical trapping) لمحاكاة عمل محركات محدودة الزمن عبر التحكم في تقلصات الطاقة، بما يعزز إمكانية اختبار القيود الحرارية في نطاقات زمنية صغيرة ونماذج متعددة المستويات.
تم دراسة نماذج Jaynes–Cummings المعزّزة بتفاعل ضوئي–مادي وتحليل بيئات مفتوحة (open quantum systems)، ما أتاح قياس الأداء ودراسة الخسائر الناتجة عن التآكل الداخلي والترابط.

## التطبيقات والدوافع العلمية
يحظى مجال محركات الحرارة الكمومية باهتمام متزايد، ليس فقط من منظور بنيوي نظري، بل أيضاً لتطبيقات حيوية في مجالات التكنولوجيا والفيزياء الدقيقة:
التبريد فائق الدقة: تُستخدم الثلاجات الكمومية لتبريد الأنظمة الحساسة مثل الكيوبتات إلى درجات حرارة شبه الذرية، مما يُقلل من الضوضاء الحرارية ويحسِّن أداء الحوسبة الكمومية.
الحوسبة الكمومية عالية الكفاءة: إن دمج محركات الحرارة الكمومية ضمن بيئات الكيوبت يتيح تطوير دوائر حرارية متناهية الصغر لتزويد وحدات المعالجة الكمومية بطاقة محلية وتبريد نشط أثناء التشغيل، مما يعزز الاستقلالية والاستقرار الحراري للنظم.
أجهزة الاستشعار الكمومية: تعتمد على التداخل الكمومي لقياس تغيّرات طاقية أو حرارية صغيرة جداً (في نطاق الفمتوكلفن)، وتستخدم في مجالات مثل التحليل البيولوجي الدقيقة وفحص المواد النانوية.
توسيع أسس الديناميكا الحرارية الكمومية: أتاح تطوير النماذج العملية لمحركات الكم فهمًا أعمق للتشابك، والتفاعل مع البيئة (loss, decoherence)، والحالات الخارجة عن الاتزان، مما أضاف نظريًا إلى القواعد التأسيسية لهذه النظرية.
الحلول النانوية المستدامة: تُعد المحركات الكمومية مرشحًا مثاليًا لتوفير طاقة وحرارة بدقة عالية للأجهزة الإلكترونية على مستوى النانو، مثل الإلكترونيات القابلة للارتداء ومجسات الغاز، بفضل قدرتها على الإنتاج الحراري المحدود والقابل للدمج مع تقنيات النانو والضوئيات.

## الآفاق المستقبلية والتحديات
تمثل محركات الحرارة الكمومية نقطة التقاء بين المفاهيم النظرية الدقيقة والتطبيقات المستقبلية الطموحة، غير أن هذا الحقل لا يزال في مراحله التكوينية من حيث النضج التجريبي والتكامل الهندسي. من أبرز التحديات القائمة تحقيق تحكم فعّال بالأنظمة الكمومية المفتوحة مع تقليل آثار الاضمحلال (Decoherence) والتفاعلات البيئية، وهي عوامل تُقوّض الاستقرار الحراري والدقة في التشغيل.
تسعى البحوث الجارية إلى تحسين كفاءة هذه المحركات ضمن أوضاع تشغيل غير متوازنة زمنيًا، مع الحفاظ على التماسك الكمومي لأطول فترة ممكنة. كما يُعَدُّ دمج هذه الأجهزة مع تقنيات السيليكون، أو مع بنى الهياكل الفوقية النانوية، هدفًا رئيسًا لتمكين استخدامها في الحوسبة الكمومية، والإلكترونيات الدقيقة، والبيئات القاسية منخفضة الحرارة.
على المستوى النظري، تستمر الجهود في تعميق فهم العلاقة بين الطاقة، الشغل، والمعلومات في السياقات الكمومية، وهو ما قد يؤدي إلى إعادة صياغة مبادئ الديناميكا الحرارية التقليدية من منظور معلوماتي بحت. ومع ازدياد تعقيد الأجهزة الكمومية متعددة الأجسام، يُتوقع أن تطرح المحركات الحرارية الكمومية رؤى جديدة حول حدود الممكن في تحويل الطاقة ضمن الأنظمة الفيزيائية فائقة الصغر، ودور القياس والملاحظة في تعديل سلوكها الديناميكي.
في ضوء هذه التحديات، تظل محركات الحرارة الكمومية أكثر من مجرد نماذج تجريبية؛ إنها تجسيد حيّ للتمازج بين الفيزياء الأساسية والتقنيات المستقبلية، ومرشح واعد لإعادة تعريف العلاقة بين الطاقة والتقانة على المستويات الذرية.